# RCTV
Radio Caracas Televisión (RCTV) era una rete televisiva venezuelana con sede a Caracas. Era anche chiamata Canal de Bárcenas. Era di proprietà delle Empresas 1BC. La sua radio è Radio Caracas Radio.

## Storia
RCTV è stata fondata il 15 novembre 1953 da William H. Phelps.
Dopo che Hugo Chávez ha accusato RCTV di minare le attività del suo governo ed in particolare di aver appoggiato il fallito colpo di Stato del 2002, il 27 maggio 2007 alla televisione è stato negato il rinnovo della concessione delle frequenze rimanendo così solo su cavo e satellite, cosa che ha provocato accese proteste di piazza in difesa della libertà di espressione.
Forte di una controversa sentenza del Tribunal Supremo de Justicia (la corte costituzionale del Venezuela) il governo di Chávez ha quindi preso possesso delle apparecchiture di RCTV, utilizzandole per iniziare le nuove trasmissioni in tutto il Venezuela con TVes, un nuovo canale televisivo statale filo-governativo.
Dopo la mancanza della concessione, RCTV trasmise esclusivamente via satellite e via cavo, ma cessò le trasmissioni nel 2010.
Nel 2012 il candidato alle elezioni Henrique Capriles Radonski promise che se fosse stato eletto, RCTV sarebbe tornata a trasmettere via etere, ma, poiché queste elezioni furono vinte da Hugo Chávez, venne spenta qualsiasi speranza di far tornare questo canale.